# Aamir Simms
Aamir Earl Simms (Nova Jérsia, 17 de fevereiro de 1999) é um jogador norte-americano de basquete que atualmente joga no New York Knicks da National Basketball Association (NBA).
Ele jogou basquete universitário na Universidade Clemson.

## Início da vida e carreira no ensino médio
Simms passou sua infância em East Orange, New Jersey, mas se mudou para Palmyra, Virginia em 2008 depois que sua mãe, Lateasha Jones, decidiu que East Orange era muito perigoso. Simms passava horas na quadra de basquete perto da casa da família, muitas vezes jogando até tarde da noite. Simms marcou 377 pontos como calouro na Fluvanna County High School.
Em um torneio da AAU, o desempenho de Simms chamou a atenção de Cade Lemcke, treinador da Blue Ridge School, e Simms decidiu frequentar a escola após conseguir uma bolsa de estudos. Ele ajudou o time a ganhar o campeonato estadual em seu segundo ano. Em seu último ano em Blue Ridge, Simms teve médias de 13,0 pontos e 9,4 rebotes. Ele ajudou o time a conquistar o segundo título estadual, contribuindo com 16 pontos e 10 rebotes na final contra Miller. Simms foi eleito o Jogador do Ano da Virgínia Central.
Ele se comprometeu a jogar basquete universitário em Clemson.

## Carreira universitária
Como calouro, Simms teve médias de 4,0 pontos e 3,2 rebotes. Ele ajudou Clemson a alcançar o Sweet 16 do Torneio da NCAA antes de perder para Kansas por 80-76. Em seu segundo ano, Simms teve médias de 8,1 pontos e 4,6 rebotes. Em 5 de novembro de 2019, Simms teve seu primeiro duplo-duplo de 12 pontos e 15 rebotes em uma derrota por 67–60 para Virginia Tech. Em 13 de janeiro de 2020, ele foi nomeado o Co-Jogador da Semana da ACC (ao lado de Tre Jones) após liderar Clemson em pontos (20), rebotes (8), assistências (6), bloqueios (4) e roubos de bola (3) na primeira vitória de Clemson na história sobre a Carolina do Norte. Em 14 de janeiro, Simms registrou 25 pontos e nove rebotes na vitória por 79-72 sobre Duke.
Em seu terceiro ano, Simms teve médias de 13,0 pontos, 7,2 rebotes e 2,6 assistências e foi selecionado para a Terceira-Equipe da ACC. Após a temporada, ele se declarou para o draft da NBA de 2020. Simms retirou-se do draft em 1º de junho, retornando para sua última temporada. Ele teve médias de 13,4 pontos, 6,4 rebotes e 2,7 assistências e foi selecionado para a Segunda-Equipe da ACC.
Simms se declarou para o draft da NBA de 2021 e contratou um agente, renunciando a sua temporada final de elegibilidade concedida pela NCAA como resultado da pandemia COVID-19.

## Carreira profissional
Depois de não ser selecionado no draft de 2021, Simms se juntou ao New York Knicks para a Summer League e teve médias de 3,8 pontos e 2,8 rebotes. Em 19 de agosto de 2021, ele assinou um contrato de um ano com os Knicks.

## Carreira na seleção
Simms fez parte da equipe de Clemson escolhida para representar os Estados Unidos na Summer Universiade de 2019 na Itália. Os EUA receberam a medalha de ouro depois de derrotar a Ucrânia na final com 12 pontos de Simms. Ele jogou em todos os seis jogos e liderou a equipe na pontuação e rebotes com médias de 15,2 pontos e 9,8 rebotes.

## Estatísticas

### Universitário
| Ano      | Equipe   | PJ  | PT  | MPJ  | AP   | 3P   | LL   | RT  | AS  | BR  | TO | PPJ  |
| -------- | -------- | --- | --- | ---- | ---- | ---- | ---- | --- | --- | --- | -- | ---- |
| 2017–18  | Clemson  | 34  | 12  | 15.4 | .473 | .326 | .577 | 3.2 | .6  | .2  | .9 | 4.0  |
| 2018–19  | Clemson  | 34  | 34  | 26.6 | .441 | .331 | .750 | 4.6 | 1.0 | .6  | .7 | 8.1  |
| 2019–20  | Clemson  | 30  | 30  | 31.6 | .474 | .400 | .705 | 7.2 | 2.6 | 1.0 | .8 | 13.0 |
| 2020–21  | Clemson  | 24  | 24  | 29.7 | .532 | .400 | .825 | 6.4 | 2.7 | .9  | .7 | 13.4 |
| Carreira | Carreira | 122 | 100 | 25.8 | .480 | .364 | .714 | 5.3 | 1.7 | .6  | .7 | 9.6  |

Fonte: